# Felix Austria
Mit der Wendung Felix Austria oder Tu felix Austria wird den Österreichern eine besonders glückliche Veranlagung oder Lebensart nachgesagt. Erstmals benutzt wurde die Wendung 1364 von Herzog Rudolf IV. in seinen Siegeln – wie Franz Kürschner vermutete, um die Einverleibung Tirols zu würdigen.
Die Phrase kommt wieder in einem lateinischen Distichon vor, das die erfolgreiche Heiratspolitik des jahrhundertelangen österreichischen Herrscherhauses, der Habsburger, charakterisierte:
| Bélla geránt aliī, tu félix Áustria nūbe. Nám quae Márs aliīs, dát tibi díva Venūs. |  | Kriege lass andere führen, du, glückliches Österreich, heirat’! Denn was den anderen Mars, Venus, die Göttin, gibt’s dir. |
Zu Entstehung und Vorbildern des Distichons aus der Barockzeit siehe Heiratspolitik der Habsburger.
In der Zeit des Kaisertums Österreich fand die Wendung, verkürzt auf „felix Austria“ und teils bezogen auf die Nationalallegorie Austria, Eingang in die Umgangssprache. Laut Claudio Magris entstand die Vorstellung nach den Napoleonischen Kriegen in der restaurativen Biedermeierzeit als Teil des „habsburgischen Mythos“, um „für ein immer problematischer werdendes Staatsgefüge Existenzgründe zu finden und auf solche Weise die Energien von der konkreten Wahrnehmung der Wirklichkeit abzulenken“, so Claudio Magris in einer Betrachtung aus dem späten 20. Jahrhundert. Klare Konturen habe der „Mythos von der übernationalen, ewiguniversalen und märchenhaften Donaumonarchie“ literarisch-ästhetisch nach ihrem Ende 1918 erhalten, nämlich bei Joseph Roth, Franz Werfel, Stefan Zweig und Robert Musil – und noch nach 1945 bei Heimito von Doderer und Alexander Lernet-Holenia. Österreichische Literatur wie Staatsverständnis seien durch den „kategorischen Imperativ des Nichthandelns“ geprägt gewesen und zeichneten sich durch drei Motive aus, nämlich „Übernationalismus“, „Bürokratentum“ und „sinnenfreudigen Hedonismus“. Die Wendung wurde in jüngster Zeit für unterschiedliche Felder benutzt, etwa für die Lebensweise der österreichischen Bevölkerung, den (vermeintlich) glücklichen Zustand des Staates, beispielsweise seines Rechtssystems und Kulturbetriebs oder den Luxus der öffentlichen Sphäre, sich mit „frivolen Nebensächlichkeiten“ beschäftigen zu können. Der britische Germanist Anthony Bushell hat den Begriff 2013 für das dominante Geschichtsnarrativ der Opferthese aufgegriffen, das erfolgreiche Nachkriegsösterreich von jedem Bezug zur NS-Vergangenheit bis 1945 freizuhalten.

## Belege
1. ↑  Franz Kürschner: Die Urkunden Herzog Rudolfs IV. von Österreich. In: Archiv für österreichische Geschichte. Bd. 49, 1872, S. 1–88, hier S. 30 f.
2. ↑  Claudio Magris: Der habsburgische Mythos in der österreichischen Literatur. 2. Auflage. Müller, Salzburg 1988, S. 10. Siehe Birthe Hoffmann: Opfer der Humanität. Zur Anthropologie Franz Grillparzers (= Literaturwissenschaft / Kulturwissenschaft.). Deutscher Universitätsverlag, Wiesbaden 1999 (zugleich Dissertation, Universität Kopenhagen, 1997), S. 39.
3. ↑  Dana Pfeiferová: Christoph Ransmayr mit Claudio Magris gelesen: Der Habsburgische Mythos in „Die Schrecken des Eises und der Finsternis“ und der Ästhetizismus in „Die letzte Welt“. In: Manfred Müller, Luigi Reitani (Hrsg.): Von der Kulturlandschaft zum Ort des kritischen Selbstbewusstseins: Italien in der österreichischen Literatur (= Transkulturelle Forschungen an den Österreich-Bibliotheken im Ausland. Bd. 6). Lit, Wien, Berlin 2011, S. 187–194, hier S. 187 f.
4. ↑  Claudio Magris: Der habsburgische Mythos in der österreichischen Literatur. 2. Auflage. Müller, Salzburg 1988, S. 79.
5. ↑  Irmgard Wirtz: Joseph Roths Fiktionen des Faktischen: Das Feuilleton der zwanziger Jahre und Die Geschichte von der 1002. Nacht im historischen Kontext (= Philologische Studien und Quellen. Bd. 144). Erich Schmidt, Berlin 1997 (zugleich Dissertation, Universität Bern, 1995), S. 9.
6. ↑  Z. B. Birgit Weitemeyer: Stiftungsland Österreich – Felix Austria? Aktuelle Entwicklungen und Tendenzen im Zivil- und Steuerrecht. In: npoR. Zeitschrift für das Recht der Non-Profit-Organisationen ISSN 1868-3770, Bd. 1, 2009, Nr. 4, S. 109 f.; Wolfgang Kessler: Tu felix Austria? Lehren aus der österreichischen Gruppenbesteuerung. In: Der Betrieb. ISSN 0005-9935, Bd. 62, 2009, Nr. 51/52, S. 2737–2741; Axel Reidlinger, Franz Stenitzer: Kartellrechtsvollzug in Österreich. Tu felix Austria? In: Zeitschrift für vergleichende Rechtswissenschaft. ISSN 0044-3638, Bd. 113, 2014, Nr. 3, S. 425–443.
7. ↑  Małgorzata Leyko, Artur Pełka, Karolina Prykowska-Michalak: Felix Austria, Dekonstruktion eines Mythos? Das österreichische Drama und Theater seit Beginn des 20. Jahrhunderts. Litblockin, Fernwald 2009, ISBN 978-3-932289-07-1.
8. ↑  Charles E. Ritterband: Dem Österreichischen auf der Spur. Expeditionen eines NZZ-Korrespondenten. Böhlau, Wien / Köln / Weimar 2010, ISBN 978-3-205-78399-2, Artikel „Tu felix Austria (Februar 2008)“, S. 112.
9. ↑  Geoffrey C. Howes: Rezension zu Bushell. In: Journal of Austrian Studies. Bd. 47, 2014, Nr. 4, doi:10.1353/oas.2014.0060, S. 145–147.